# Millienhagen-Oebelitz
Millienhagen-Oebelitz är en kommun i Landkreis Vorpommern-Rügen i förbundslandet Mecklenburg-Vorpommern i Tyskland.
Kommunen bildades 13 juni 1999 genom en sammanslagning av de tidigare kommunerna Millienhagen och Oebelitz.
Kommunen ingår i kommunalförbundet Amt Franzburg-Richtenberg tillsammans med kommunerna Franzburg, Glewitz, Gremersdorf-Buchholz, Papenhagen, Richtenberg, Splietsdorf, Velgast, Weitenhagen och Wendisch Baggendorf.